# Robin Swicord
Robin Stender Swicord (Columbia, 23 de outubro de 1952) é uma roteirista e cineasta norte-americana. Como reconhecimento, foi nomeado ao Oscar 2009 na categoria de Melhor Roteiro Adaptado por The Curious Case of Benjamin Button.